# Andriej Biezbabczenko
Andriej Iwanowicz Biezbabczenko (ros. Андрей Иванович Безбабченко, ur. 5 marca 1964 w Tyraspolu) – naddniestrzański polityk, od 24 stycznia 2012 do grudnia 2016 burmistrz Tyraspolu i Dnestrovsca.

## Życiorys
Andriej Biezbabczenko urodził się 5 marca 1964 roku w Tyraspolu, gdzie w latach 1979-1982 uczył się ślusarstwa w Szkole Technicznej nr 8. Następnie zaczął pracować w zakładzie wodociągów i kanalizacji na stanowisku ślusarz mechanik. Od 1983 r. przez dwa lata służył w Armii Radzieckiej, w Benderach. W 1986 r. pracował w Tyraspolskim zakładzie im. Dobrodiejewa produkującym konstrukcje metalowe. W tym samym czasie został lokalnym szefem Komsomołu. Od 1989 pełnił funkcję zastępcy dyrektora centrum młodzieżowego Proba, które utworzył komunistyczny Związek młodzieży Mołdawii. W 1990 został szefem tego centrum. W 2003 ukończył Naddniestrzański Państwowy Uniwersytet im. Tarasa Szewczenki na kierunku historyk. Od 2004 do 2012 był dyrektorem firmy inwestycyjno-budowlanej, a w 2005 roku został stołecznym radnym. 24 stycznia 2012 prezydent Naddniestrzańskiej Republiki Mołdawskiej Jewgienij Szewczuk mianował go burmistrzem stolicy oraz Dnestrovsca, który jest ośrodkiem przemysłu energetycznego. Zastąpił go Oleg Dowgopoł.